# Есауловка (Красноярский край)
Есау́ловка — посёлок в Берёзовском районе Красноярского края России. Входит в состав Есаульского сельсовета.

## География
Посёлок находится к западу от одноимённой реки, на расстоянии примерно 10 км к северо-востоку от посёлка городского типа Берёзовка, административного центра района.

## Население
| 1989 | 2002 | 2010 |
| ---- | ---- | ---- |
| 147  | ↘66  | ↗170 |

### Гендерный состав
По данным Всероссийской переписи населения 2010 года, в посёлке проживало 170 человек (86 мужчин и 84 женщины).

## Улицы
Уличная сеть посёлка состоит из 2 улиц (ул. Заречная и ул. Поповича).